# Commoners Crown
| Recensione | Giudizio |
| ---------- | -------- |
| AllMusic   |          |

Commoner's Crown è il settimo album degli Steeleye Span, pubblicato dalla Chrysalis Records nel 1975. Il disco fu registrato tra il settembre e l'ottobre del 1974 al Morgan Studios di Londra (Inghilterra).

## Tracce
Lato A
1. Little Sir Hugh – 4:41 (Brano tradizionale, arrangiamento Steeleye Span)
2. Bach Goes to Limerick – 3:41 (Tim Hart, Peter Knight, Nigel Pegrum, Maddy Prior)
3. Long Lankin – 8:39 (Brano tradizionale, arrangiamento Steeleye Span)
4. Dogs and Ferrets – 2:40 (Brano tradizionale, arrangiamento Steeleye Span)

Lato B
1. Galtee Farmer – 3:43 (Brano tradizionale, arrangiamento Steeleye Span)
2. Demon Lover – 5:51 (Brano tradizionale, arrangiamento Steeleye Span)
3. Elf Call – 3:55 (Brano tradizionale, arrangiamento Steeleye Span)
4. Weary Cutters – 2:05 (Brano tradizionale, arrangiamento Steeleye Span)
5. New York Girls – 3:09 (Brano tradizionale, arrangiamento Steeleye Span)

## Musicisti
- Tim Hart  - voce, chitarra, dulcimer
- Maddy Prior  - voce
- Robert Johnson  - chitarra, voce
- Peter Knight  - violino
- Rick Kemp  - basso, voce
- Nigel Pegrum  - batteria

Ospite :  
- Peter Sellers  - ukulele acustico (solo brano : B5)